# Sistema Ti-15Mo-XNb
As ligas que são compostas por titânio, molibdênio e nióbio integram uma nova classe de ligas de titânio, sem a presença de alumínio e vanádio (que apresentam citotoxidade)  e que possuem baixos valores do módulo de Young (abaixo de 100 GPa). Isto ocorre pelo fato destas ligas possuírem estrutura beta (cúbica de corpo centrado), bastante atraentes para o emprego como biomateriais. Neste tipo de ligas, as variáveis de processamento podem ser controladas mais facilmente em relação às ligas alfa e alfa-beta, objetivando a obtenção de propriedades melhoradas como menor módulo de elasticidade, aumento da resistência corrosão e melhor resposta do tecido ósseo.

## Ligas de titânio do sistema Ti-15Mo-XNb (X = porcentagem em peso de Nb)
O sistema Ti-Mo-Nb, é um sistema relativamente novo principalmente quanto ao seu estudo de propriedades visando sua aplicação como biomateriais, existindo poucos trabalhos na literatura. Os trabalhos encontrados na literatura mostram que as ligas deste sistema possuem alto valor de microdureza, baixo módulo de elasticidade, alta resistência à compressão e alto limite escoamento quando comparados com o titânio e materiais tradicionais. Além disso, este sistema, possui o efeito de memória de forma, como as ligas binárias de Ti-Nb. Este sistema já possui um diagrama de fases de equilíbrio, Figura 1, proposto pelos pesquisadores Orlinov e Polyakov. Neste diagrama podemos observar que as composições Ti-15Mo, Ti-15Mo-Nb, Ti-15Mo-10Nb, Ti-15Mo-15Nb e Ti-15Mo-20Nb, estão presentes no campo β, oe seja, possuem estrutura cristalina cúbica de corpo centrado.
```
Figura 1 - Diagrama ternário do sistema Ti-Mo-XNb com isoterma de 1100ºC
```

A liga Ti-15Mo-0Nb faz parte do sistema Ti-Mo, tendo inclusive norma ASTM. O diagrama de fases para o sistema Ti-Mo pode ser visto na Figura 2. Estão presentes as fases (βTi, Mo), cuja concentração pode variar de 0 até mesmo 100% em peso de molibdênio, acima da temperatura de transição do titânio puro (882ºC) e (α Ti), em que a solubilidade é no máximo de 0,8% em peso de molibdênio.
```
Figura 2 - Diagrama de equilíbrio do sistema Ti-Mo
```

### Aplicação das regras de Hume-Rothery no sistema Ti-15Mo-XNb[8]
Na tabela abaixo, são apresentados as principais propriedades físicas e químicas dos elementos que compõe o sistema Ti-15Mo-XNb.
| Elemento químico | Estrutura cristalina             | Raio atômico (Å) | Eletronegatividade | Valência       | Ponto de Fusão(ºC) |
| ---------------- | -------------------------------- | ---------------- | ------------------ | -------------- | ------------------ |
| Titânio          | cúbica de corpo centrado (882ºC) | 1,448            | 1,54               | +2,+3,+4       | 1668               |
| Molibdênio       | Cúbica de corpo centrado         | 1,39             | 2,16               | +2,+3,+4,+5,+6 | 2623               |
| Nióbio           | Cúbica de corpo centrado         | 1,46             | 1,6                | +2,+3,+4       | 2477               |

No sistema Ti-15Mo-XNb, há a satisfação plena das regras de Hume-Rothery:
1. a diferença nos raios atômicos do titânio, molibdênio e nióbio é menor que 15%;
2. eles possuem a mesma estrutura cristalina;
3. a eletronegatividade é próxima;
4. a mesma valência química;

### Dificuldades de obtenção deste sistema
Como os pontos de fusão do titânio, molibdênio e nióbio são muito diferentes, 1668, 2623 e 2477ºC, respectivamente, é bastante difícil se obter grande homogeneidade de molibdênio e nióbio, podendo ocorrer formação de segregados, termo que se refere à possível formação de regiões com distribuição não homogênea dos elementos de liga. Desta forma no processo de preparação das ligas é muito importante utilizar parâmetros adequados como grande número de refusões no caso de fusão a arco voltaico.

### Valores de algumas propriedades deste sistema
Na tabela seguinte são apresentados valores de densidade de algumas ligas do sistema Ti-15Mo-XNb.Também são apresentadas algumas ligas do sistema Ti-10Mo-XNb, em ambos os sistemas percebe-se que existe um aumento da densidade em função da adição de nióbio. Em ambos os sistemas Ti-15Mo-XNb e Ti-10Mo-XNb, a partir da difração de raios X verificou-se que possuem estrutura cristalina cúbica de corpo centrado, o que esta de acordo com digrama de fases de equilibrio, figura 1.
| Material     | densidade (g.cm-3) | Estrutura cristalina     |
| ------------ | ------------------ | ------------------------ |
| Ti           | 4,51               | Hexagonal compacta       |
| Mo           | 10,23              | Cúbica de corpo centrado |
| Nb           | 8,58               | Cúbica de corpo centrado |
| Ti-15Mo      | 4,99               | Cúbica de corpo centrado |
| Ti-15Mo-5Nb  | 5,10               | Cúbica de corpo centrado |
| Ti-15Mo-10Nb | 5,24               | Cúbica de corpo centrado |
| Ti-15Mo-15Nb | 5,38               | Cúbica de corpo centrado |
| Ti-15Mo-20Nb | 5,53               | Cúbica de corpo centrado |
| Ti-10Mo      | 4,80               | Cúbica de corpo centrado |
| Ti-10Mo-3Nb  | 4,85               | Cúbica de corpo centrado |
| Ti-10Mo-6Nb  | 4,90               | Cúbica de corpo centrado |
| Ti-10Mo-9Nb  | 4,95               | Cúbica de corpo centrado |
| Ti-10Mo-20Nb | 5,30               | Cúbica de corpo centrado |
| Ti-10Mo-30Nb | 5,60               | Cúbica de corpo centrado |

### Módulo de Elásticidade do sistema Ti-10Mo-XNb
Na tabela abaixo é apresentadas uma propriedade mecânica muito importante para um candidato a biomaterial que é o módulo de elasticidade para o sistema Ti-10Mo-XNb. Neste sistema foi póssivel perceber que as ligas Ti-10Mo-3Nb e Ti-10Mo-20Nb apresentaram um módulo de elasticidade menor que o Ti cp e a Ti-6Al-4V, além disso não apresentam efeitos citotóxicos como o Al e o V.
| Material     | Módulo de Elasticidade (GPa) |
| ------------ | ---------------------------- |
| Ti-10Mo      | 120                          |
| Ti-10Mo-3Nb  | 107                          |
| Ti-10Mo-6Nb  | 123                          |
| Ti-10Mo-9Nb  | 120                          |
| Ti-10Mo-20Nb | 112                          |
| Ti-10Mo-30Nb | 100                          |
| Ti cp        | 108                          |
| Ti-6Al-4V    | 112                          |

### Expectativas do sistema Ti-15Mo-XNb
São esperadas as propriedades mecânicas, eletróquimicas e de biocompatibilidade adequadas para uso como biomaterial. Isto é devido que os elementos que constituem este sistema, possuem ótima resistência corrosão, e Mo e Nb diminui o módulo de elasticidade de ligas de titânio. Além disso, o sistema Ti-Mo-XNb não apresentam elementos que apresentam efeitos citotóxicos como o Al e o V.

### Importância de metais com nióbio
A importância de metais que contêm nióbio é muito grande para o Brasil, pois o país domina a tecnologia de produção de nióbio. As reservas nacionais desse elemento correspondem a cerca de 95% da reserva mundial. Assim, estudo de materiais que contêm nióbio está diretamente relacionado ao desenvolvimento científico, tecnológico e econômico do país.